# Gyrinops versteegii
Gyrinops versteegii är en tibastväxtart som först beskrevs av Ernest Friedrich Gilg, och fick sitt nu gällande namn av Domke. Gyrinops versteegii ingår i släktet Gyrinops och familjen tibastväxter. Inga underarter finns listade i Catalogue of Life.